# Ariotus luteolus
Ariotus luteolus es una especie de coleóptero de la familia Aderidae.

## Distribución geográfica
Habita en el este  de América del Norte.